# 小林宏史
小林 宏史（こばやし ひろし、1959年12月21日 - ）は、日本の俳優・演出家。東京都練馬区出身。本名、小林 宏史（こばやし ひろふみ）。

## 経歴・人物
演劇集団 円出身。1982年ごろから俳優として活動。映画『鏡の中の悦楽』でデビュー。デビューから数年は日本テレビ系のドラマに出演することが多かった。

## 出演作品

### 映画
- 鏡の中の悦楽（1982年、にっかつ） - 柴塔潤一 役
- 聖子の太股 女湯小町（1982年、にっかつ） - 保男 役
- ピンクカット 太く愛して深く愛して（1983年、にっかつ） - 藤堂圭介 役
- 悪女かまきり（1983年、東映） - 黒木徹 役
- 天使のはらわた 赤い眩暈（1988年、にっかつ） - 太田健二 役
- TOKYO-POP（1988年、アメリカ・日本の合作映画） - kaz 役
- シーズン・オフ（1992年、ジャパンホームビデオ） - 酒井浩二 役
- J・MOVIE・WARS「来たことある初めての道」（1993年、WOWOW） - コバックス 役
- ヌードの夜（1993年、ヘラルド・エース） - 広瀬 役
- 女優霊（1996年、ビターズ・エンド） - 望月しげる 役
- Avec Mon Mari（1999年、武藤起一事務所） - 北沢タモツ 役
- Dead BEAT（1999年、ギャガ・コミュニケーションズ） - バーの客 役
- 完全なる飼育 赤い殺意（2004年、アートポート）
- 好色男女　セックスの季節（2019年6月21日、オーピー映画） - 狼 役[2]

### Vシネマ
- スウィートルーム（1993年、にっかつ）
- 監禁逃亡 淫らな獲物（1996年、ジャパンホームビデオ）
- 痴漢白書9（1998年、ピンクパイナップル / ケイエスエス）

### テレビドラマ
- 特捜最前線 第256回「虫になった刑事!」（1982年4月14日、テレビ朝日）
- 火曜サスペンス劇場（日本テレビ）
  - 「暗い循環」（1982年5月11日）
  - 「高校野球殺人事件」（1982年8月3日）
  - 「向日葵は知っていた」（1985年6月11日）
  - 「わが娘が消えた夜」（1985年7月30日）
  - 「妹の愛した男」（1988年5月24日）
- テレビジョン放送開始三十周年記念ドラマ「勇者は語らず」（1983年、NHK）
- 卒業-GRADUATION-（1985年3月6日、日本テレビ） - 立花良介 役
- 金曜女のドラマスペシャル「老熟家族」（1985年10月11日、フジテレビ）
- 誇りの報酬 第5話「私だって刑事の妹」（1985年11月10日、日本テレビ / 東宝） - 連続暴行犯 役
- 赤かぶ検事奮戦記IV 第5話「遺骨を欲しがる女」（1985年12月20日、テレビ朝日）
- 土曜グランド劇場「新・熱中時代宣言」（1986年、日本テレビ） - 三浦修司 役
- 花いちばん（1986年、読売テレビ） - 佐原実 役
- このこ誰の子? 第9話「父たちの戦争」（1986年12月17日、フジテレビ）
- 花らんまん（1988年、読売テレビ）
- 木曜ゴールデンドラマ「運命の絆」（1990年4月26日、福岡放送）
- 刑事貴族 第11話「その時、ゲームは終わった」（1990年8月3日、日本テレビ）
- 愛情物語（1992年、読売テレビ） - 田所刑事 役
- JTクリスマス・スペシャル「君がいた聖夜」（1992年12月24日、フジテレビ）
- 鬼平犯科帳 第7シリーズ 第5話「礼金二百両」（1997年4月23日、フジテレビ / 松竹） - 又太郎 役
- NHK大河ドラマ「徳川慶喜」（1998年、NHK） - 板倉勝静 役
- 金曜エンタテイメント「女医レイカ」（1999年8月6日、フジテレビ）
- 金曜時代劇「山田風太郎 からくり事件帖-警視庁草紙より-」（2001年、NHK） - 藤田巡査 役
- 新春ワイド時代劇「壬生義士伝〜新選組でいちばん強かった男〜」（2002年1月2日、テレビ東京）
- 怪談新耳袋 第3シリーズ 御祓いは効かない編 第44話「御祓いは効かない」（2004年5月、BS-i）
- ケータイ刑事銭形雷 2ndシーズン 第3話「瞬間移動した死体 〜元人気女優誘拐事件〜（2006年、BS-i）
- 恋する日曜日 3シリーズ 第12回、13回「卒業〜春の嘘」（2007年3月24日、31日）